# Rossese di Dolceacqua
 (février 2025).

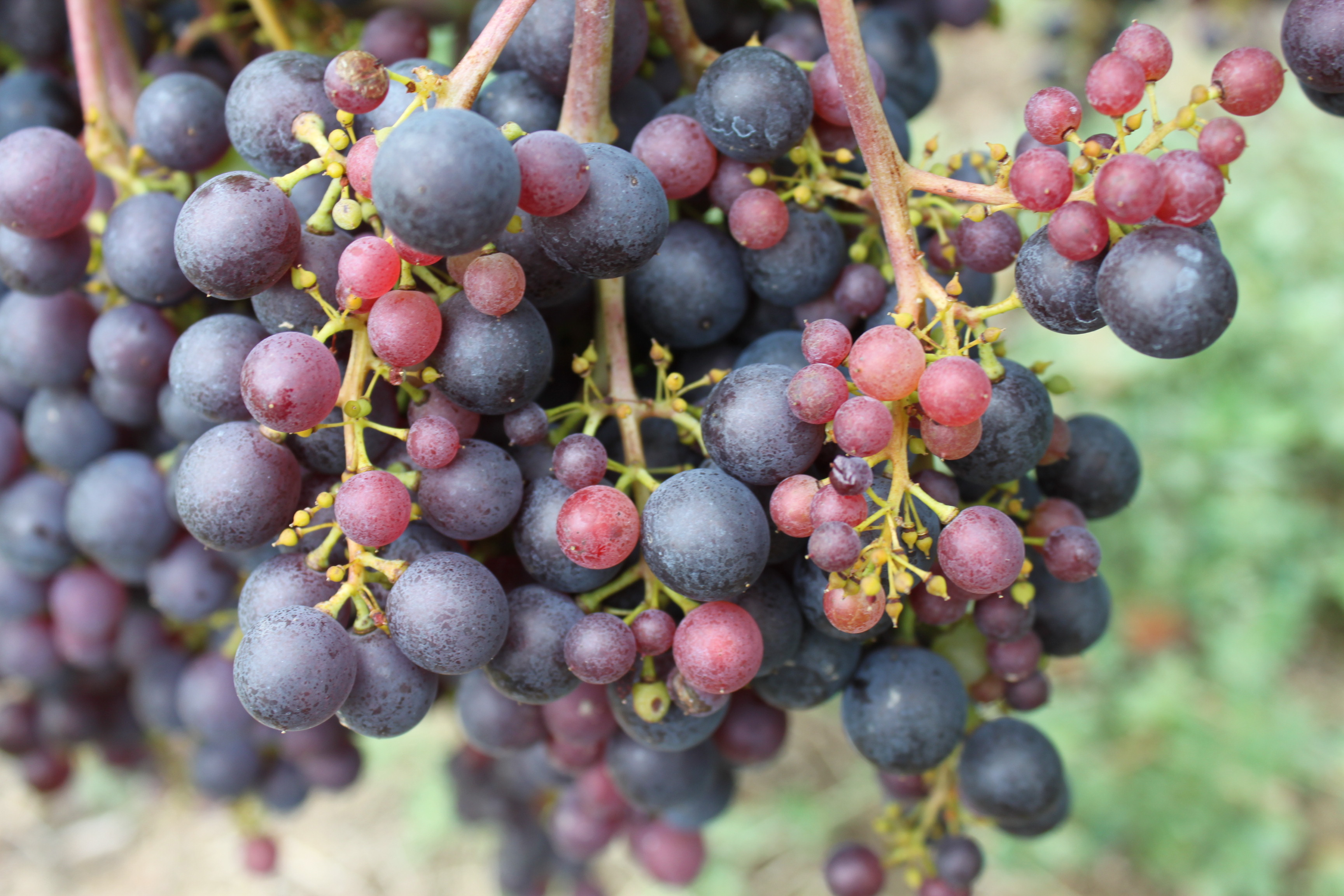
Exemple de raisin employé.

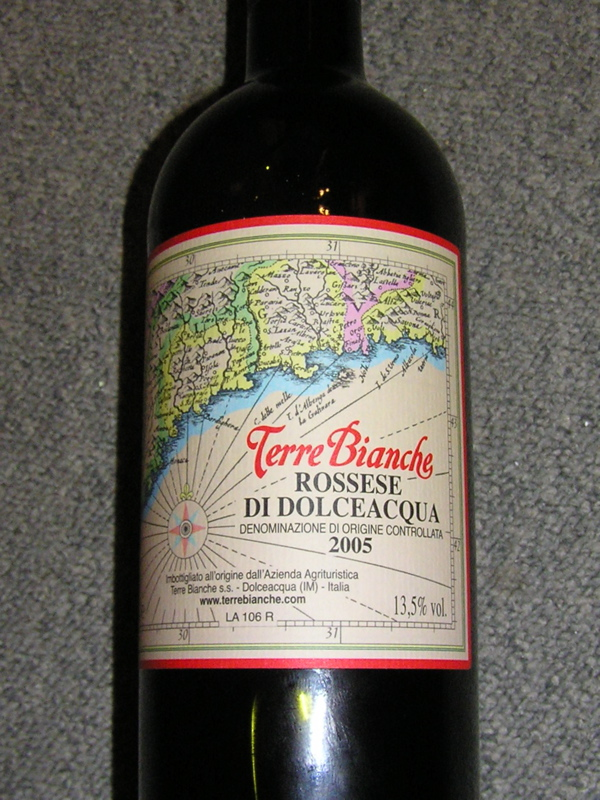
Une bouteille de Rossese di Dolceacqua

Le Rossese di Dolceacqua, aussi appelé simplement Dolceacqua, est un vin italien sec de la région de Ligurie doté d'une appellation DOC depuis le 28 janvier 1972. Seuls ont droit à la DOC les vins rouges récoltés à l'intérieur de l'aire de production définie par le décret. 

## Aire de production
Les vignobles autorisés se situent en  province d'Imperia dans les communes d’Apricale, Bajardo, Camporosso, Castelvittorio, Dolceacqua, Isolabona, Perinaldo, Pigna, Rocchetta Nervina, San Biagio della Cima, Soldano ainsi que les communes de Vallecrosia, Ventimiglia et Vallebona. Les vignobles s'étagent de depuis le fond de la vallée de la Nervia à 400 mètres jusqu’à 600 mètres.
Déjà le pape Paul III admirait la qualité de ce vin.
Le vin rouge du Rossese di Dolceacqua répond à un cahier des charges moins exigeant que le Rossese di Dolceacqua superiore, essentiellement en relation avec le titre alcoolique.

## Caractéristiques organoleptiques
- couleur : rouge rubis, tuilé
- odeur : vineux, typique
- saveur : sec, harmonieux, légèrement parfumé

Le Rossese di Dolceacqua se déguste à une température de 16 à 17 °C et se gardera 4 à 8 ans.

## Production
Province, saison, volume en hectolitres :
- Imperia  (1990/91)  1300,74
- Imperia  (1991/92)  1163,33
- Imperia  (1992/93)  1466,64
- Imperia  (1993/94)  1687,47
- Imperia  (1994/95)  714,53
- Imperia  (1995/96)  1165,16
- Imperia  (1996/97)  1638,44

## Producteurs
- Rossese di Dolceacqua Du Nemu